# Monachoptilas
Monachoptilas är ett släkte av fjärilar. Monachoptilas ingår i familjen äkta malar.
Kladogram enligt Catalogue of Life:
| Monachoptilas | \| \| Monachoptilas berista \| \| \| \| \| \| Monachoptilas hyperaesthetica \| \| \| \| \| \| Monachoptilas musicodora \| \| \| \| \| \| Monachoptilas paulianella \| \| \| \| \| \| Monachoptilas petitiella \| \| \| \| \| \| Monachoptilas stempfferiella \| \| \| \| |
|               | \| \| Monachoptilas berista \| \| \| \| \| \| Monachoptilas hyperaesthetica \| \| \| \| \| \| Monachoptilas musicodora \| \| \| \| \| \| Monachoptilas paulianella \| \| \| \| \| \| Monachoptilas petitiella \| \| \| \| \| \| Monachoptilas stempfferiella \| \| \| \| |
|               | Monachoptilas berista |
|               | |
|               | Monachoptilas hyperaesthetica |
|               | |
|               | Monachoptilas musicodora |
|               | |
|               | Monachoptilas paulianella |
|               | |
|               | Monachoptilas petitiella |
|               | |
|               | Monachoptilas stempfferiella |
|               | |